# Riga/Rumbula
Riga/Rumbula är en flygplats i Lettland.   Den ligger i kommunen Riga, i den centrala delen av landet, 10 km sydost om huvudstaden Riga. Riga/Rumbula ligger 7 meter över havet.
Terrängen runt Riga/Rumbula är mycket platt. Runt Riga/Rumbula är det tätbefolkat, med 659 invånare per kvadratkilometer. Närmaste större samhälle är Riga, 9,7 km nordväst om Riga/Rumbula. I omgivningarna runt Riga/Rumbula växer i huvudsak barrskog.